# 그레타 그랜스테드

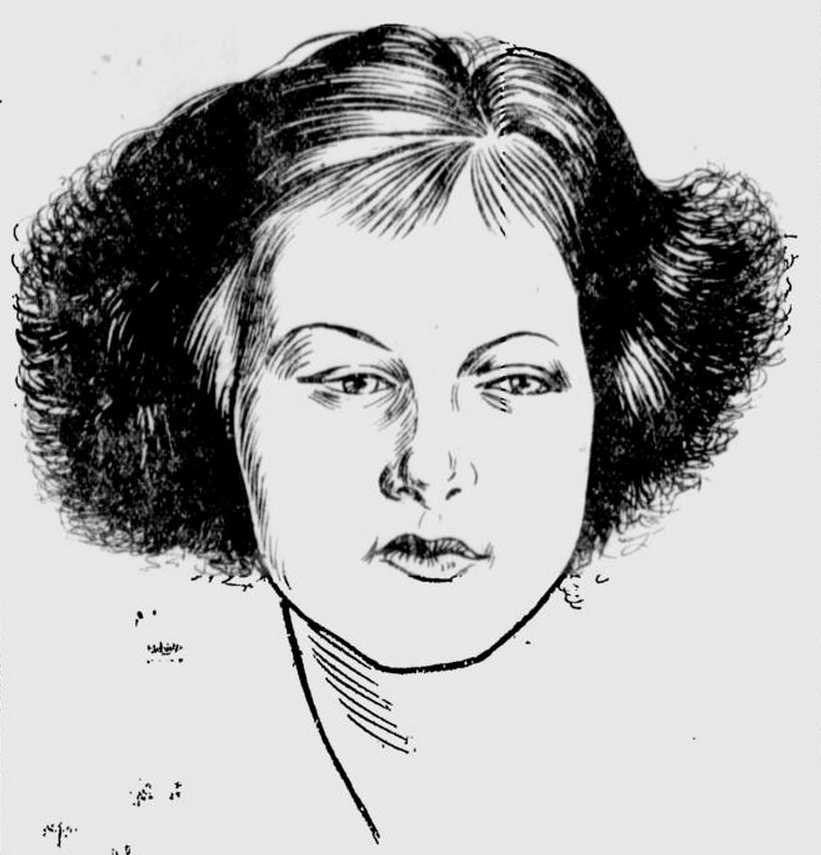

그레타 그랜스테드(Greta Granstedt, 1907년 7월 13일 ~ 1987년 10월 7일)는 미국의 배우, 연극 배우, 텔레비전 배우, 영화배우이다.
마운틴뷰에서 태어났으며 로스앤젤레스에서 사망하였다.

## 영화
- 리턴 오브 드라큐라 (1958년)
- 페리 메이슨 (1957년)
- 히어 컴 더 걸스 (1953년)
- 에디 캔터 스토리 (1953년)
- 론 레인저 - 49년 시리즈 (1949년)
- 히어 컴 더 웨이브스 (1944년)
- 싱가폴 가는 길 (1940년)
- 마리 앙투아네트 (1938년)
- 맨하튼 퍼레이드 (1931년)
- 스트리트 신 (1931년)
- 클로즈 하모니 (1929년)